# Ignata norax
Ignata norax is een vlinder uit de familie van de Lycaenidae. De wetenschappelijke naam van de soort werd als Thecla norax in 1887 gepubliceerd door Godman & Salvin.

## Synoniemen
- Thecla conchylium Druce, 1907